# 涂井乡
涂井乡，是中华人民共和国重庆市忠县下辖的一个乡镇级行政单位。

## 行政区划
涂井乡下辖以下地区：
友谊村、涂家村、龙滩村、万顺村、巴山村、沙河村、贾古村、长溪村、大丛村、龙林村和青坪村。